# Arrondissements de Porto-Novo
Les arrondissements de Porto-Novo sont des divisions administratives intracommunales qui partagent la capitale Béninoise en cinq arrondissements municipaux.

## Organisation
Ils sont dotés d'organes infra communaux dont les membres sont désignés conformément aux conditions fixées par loi. 
Les arrondissements sont composés de villages ou quartiers de ville. Les cinq arrondissements de Porto-Novo groupent cent villages et quartiers de ville depuis le 27 mai 2013 après la délibération et adoption par l'Assemblée nationale du Bénin en sa séance du 15 février 2013 de la loi n° 2013-O5 du 15/02/2013 portant création, organisation, attributions et fonctionnement des unités administratives locales en République du Bénin,,,.

## Politique, administration et populations
La capitale du Bénin, Porto-Novo est subdivisée en cinq arrondissements qui sont ,, : 
| Arrondissement     | Encore appelée | Populations    |
| ------------------ | -------------- | -------------- |
| 1er Arrondissement | Porto-Novo 1   | 33 161 (2013)  |
| 2è Arrondissement  | Porto-Novo 2   | 52 571 (2013)  |
| 3è Arrondissement  | Porto-Novo 3   | 33 535 (2013)  |
| 4è Arrondissement  | Porto-Novo 4   | 63 306 (2013)  |
| 5è Arrondissement  | Porto-Novo 5   | 81 747 (2013)  |
|                    |                | 265 000 (2013) |